# Bryomoia melachlora
Bryomoia melachlora är en fjärilsart som beskrevs av Otto Staudinger 1892. Bryomoia melachlora ingår i släktet Bryomoia och familjen nattflyn. Inga underarter finns listade i Catalogue of Life.